# Mahasz Rádiós Top 40
A Mahasz Rádiós Top 40 slágerlistája az országos, regionális és helyi rádiók leggyakrabban játszott felvételeiből áll össze, a hallgatottság szerinti súlyozásos módszerrel összesítve. 1996 óta létezik; korábban a rádiók által elküldött playlistek alapján készült, az évek során egyre több rádió közreműködésével. 2006 októbere óta a Radiomonitor elektronikus adásfigyelő rendszere segítségével, az országos, regionális és a megyeszékhelyeken fogható helyi rádiók adásainak heti 7 napos, napi 24 órás monitorozásával, az egyes dalok pontos játszási száma alapján áll össze.

## Rekordok
A Mahasz hivatalos honlapján található archívum jelenleg csupán 2002 májusától tartalmazza a heti listákat, így az alábbi rekordok ekkortól számítva értendőek.

### A legtöbb hétig vezető dalok
22 hét
- Katy Perry – Hot 'N Cold (2008)

20 hét
- Maroon 5 feat. Christina Aguilera – Moves Like Jagger (2011)

19 hét
- Ava Max – Sweet but Psycho (2018)

18 hét
- Disturbed – The Sound of Silence (2024)

15 hét
- Ed Sheeran – Shape of You (2017)
- Gayle – abcdefu (2021)

14 hét
- Madonna – Hung Up (2005)
- Cheryl Cole – Fight For This Love (2009)
- Topic feat. A7S – Breaking Me (2019)

13 hét
- Miley Cyrus – Flowers (2023)

12 hét
- Las Ketchup – Asereje (2002)
- Busta Rhymes & Mariah Carey – I Know What You Want (2003)
- Duran Duran – (Reach Up For The) Sunrise (2004)
- Katy Perry – I Kissed A Girl (2008)
- Lilly Wood & The Prick & Robin Schulz – Prayer in C (2014)
- Joel Corry x MNEK – Head & Heart (2020)

11 hét
- The Corrs – Summer Sunshine (2004)
- Timbaland feat. OneRepublic – Apologize (2007)
- Camila Cabello feat. Young Thug – Havana (2017)
- Matt Sassari, HUGEL feat. Sonique – It Feels So Good (2024)

### Előadók a legtöbb első helyezést elérő dalok száma szerint
- David Guetta – 11 dallal (Love Is Gone; When Love Takes Over; Lovers on the Sun; Flames; Heartbreak Anthem; I’m Good (Blue); Baby Don′t Hurt Me; When We Were Young (The Logical Song); I Don’t Wanna Wait; Cry Baby; Forever Young; Beautiful People)
- Rihanna – 10 dallal (Unfaithful; Umbrella; Don't Stop The Music; Love the Way You Lie; Only Girl (In The World); What's My Name?; S&M; We Found Love; This Is What You Came For; Wild Thoughts)
- Avicii – 9 dallal (Levels; I Could Be The One; Wake Me Up; Hey Brother; Addicted to You; The Days; Waiting for Love; For a Better Day; Broken Arrows)
- Calvin Harris - 9 dallal (We Found Love; We'll Be Coming Back; Blame; This Is What You Came For; My Way; One Kiss; Promises; Giant; By Your Side)
- Madonna – 7 dallal (Hung Up; Sorry; Jump; 4 Minutes; Give It 2 Me; Celebration; Give Me All Your Luvin’)
- Ava Max – 7 dallal (Sweet but Psycho; Kings & Queens; My Head & My Heart; Maybe You’re the Problem; Million Dollar Baby; Car Keys (Ayla); Forever Young)
- Shakira – 6 dallal (Whenever, Wherever; Objection; La Tortura; Hips Don't Lie; Beautiful Liar; Waka Waka (This Time for Africa))
- Katy Perry – 6 dallal  (I Kissed A Girl; Hot 'N Cold; Waking Up In Vegas; California Gurls; Chained to the Rhythm; Lifetimes)
- Pink – 5 dallal (Stupid Girls, Who Knew; U + UR Hand; Raise Your Glass; Blow Me (One Last Kiss))
- Maroon 5 – 5 dallal (This Love; Makes Me Wonder; Moves Like Jagger; Payphone; What Lovers Do)
- Dua Lipa – 5 dallal (New Rules; One Kiss; Don’t Start Now; Cold Heart; Dance the Night)
- Sia – 5 dallal (Wild Ones; Cheap Thrills; The Greatest; Flames; Beautiful People)
- Timbaland – 4 dallal (Give It To Me; The Way I Are; Apologize; 4 Minutes)
- Lost Frequencies – 4 dallal (Reality; Crazy; Melody; The Feeling)
- Robin Schulz – 4 dallal (Prayer in C; OK; Unforgettable; Sweet Goodbye)
- Lady Gaga – 4 dallal (Bad Romance; Alejandro; Born This Way; Die with a Smile)
- Bruno Mars – 4 dallal (The Lazy Song; Locked Out of Heaven; Uptown Funk; Die with a Smile)
- Kamrad – 4 dallal (I Believe; Feel Alive; You Feel Like Summer; Be Mine)

### A legtöbb hétig slágerlistás dalok
- 145 hét – Hayden James, Gorgon City & Nat Dunn – Foolproof (2021)
- 139 hét – Gayle – ABCDEFU (2021)
- 128 hét – Rag’n’Bone Man – Human (2016)
- 123 hét – Panic! at the Disco – High Hopes (2018)
- 120 hét – Kamrad – I Believe (2022)
- 112 hét – R3HAB, Inna, Sash! – Rock My Body (2023)
- 108 hét – Santana feat. Chad Kroeger – Into The Night (2007); Dua Lipa – Levitating (2020)
- 106 hét – Purple Disco Machine & Sophie and the Giants – In the Dark (2022)
- 103 hét – Ed Sheeran – Shape of You (2017)
- 101 hét – Shawn Mendes – There’s Nothing Holdin’ Me Back (2017); Miley Cyrus – Flowers (2023)
- 99 hét – Zara Larsson – Can’t Tame Her (2023)
- 98 hét – Robbie Williams – Feel (2002); Purple Disco Machine & Sophie and the Giants – In the Dark (2022)
- 97 hét – Imany – Don’t Be So Shy (2015)
- 96 hét – Latto feat. Lu Kala – Lottery (2023); Alok & Ava Max – Car Keys (Ayla) (2023)
- 95 hét – Sigala – Melody (2022)
- 94 hét – Király Linda – Can’t Let Go (2007); Selena Gomez & Marshmello – Wolves (2017); Imagine Dragons – Bones (2022)
- 93 hét – Kygo & Selena Gomez – It Ain’t Me (2017); Tiësto – The Business (2020)
- 91 hét – Duke Dumont – Ocean Drive (2015)
- 90 hét – Bermuda – London (2013); Balkan Fanatik – Feljött a nap (2014)

## Külső hivatkozások
- A Mahasz hivatalos honlapja
- Mahasz-slágerlista-archívum